# Dianesia carteri
Dianesia carteri är en fjärilsart som beskrevs av Holland 1902. Dianesia carteri ingår i släktet Dianesia och familjen Riodinidae. Inga underarter finns listade i Catalogue of Life.